# 臺灣省行政長官公署
臺灣省行政長官公署（簡稱行政長官公署、長官公署、省署）是臺灣交由中華民國治理初期的最高行政機關，1945年9月1日成立、1947年5月16日解散。最高首長為臺灣省行政長官，僅有陳儀一人擔任過此職。陳儀本人集行政、立法、司法於一身，還身兼軍事大權，被民眾詬病為新總督。影響臺灣後世甚鉅的二二八事件即發生於該機關設置之時。
第二次世界大戰後，中華民國國民政府接收臺灣並設為省份，但並非與其他省份相同設置省政府，而是設置「行政長官公署」此一特別行政組織，並同時負責南海諸島的接收工作；但由於長官公署統治政策錯誤，政治腐敗、貪污橫行，以及民不聊生之下，導致臺灣在1947年2月爆發二二八事件，各地民眾群起反抗政府。有鑑於多數臺灣住民對以陳儀為首的行政長官公署強烈不滿，國民政府在二二八事件平息後廢除此機關，改組為臺灣省政府。臺灣省行政長官公署辦公廳舍今做為中華民國行政院中央大樓使用。

## 成立
1944年4月在重慶的國民政府，委由中央設計局設立「臺灣調查委員會」，並任命陳儀為主任委員。該調查委員會對當時日治下臺灣的經濟、政治、民生、軍事等各方面作出頗為詳細的調查。
戰後，國民政府對於如何管理台灣有兩派意見，一派建議與中華民國的其他34省相同，設立「台灣省」。另一派則主張在台灣島設立擁有軍警等特別公權力的「特別行政區」。最後國民政府主席蔣中正採納陳儀《臺灣接管計劃綱要地方政制》中的意見，設立台灣省行政長官公署。就此，接收台灣就由該公署負責，而全部公署行政官員初定為2000名。

## 沿革
1945年
8月29日，蔣中正任命陳儀為「臺灣省行政長官」。
9月1日，國民政府在重慶宣佈成立「臺灣省行政長官公署」與「臺灣省警備總司令部」，同時任命陳儀兼任「臺灣省警備總司令部」的總司令。
9月20日，國民政府補行發布《臺灣省行政長官公署組織條例》。
9月28日，臺灣省行政長官公署成立「前進指揮所」。
10月5日，臺灣省行政長官公署先遣人員約80多人搭乘美國軍機抵達台灣，並將前進指揮所移至台北。
10月24日，臺灣省行政長官陳儀與長官公署、警備總司令部幹部搭乘軍機從上海抵達台北。
10月25日，受降典禮於上午十點在台北公會堂（今中山堂）舉行。降方為大日本帝國所屬第十方面軍，受降方為同盟國代表人蔣中正，其由陳儀進一步代表；同日，臺灣省行政長官公署正式運作，機關處所設於原臺北市役所（今行政院院址），取代臺灣總督府成為台灣最高行政機關。
1946年
2月20日，行政長官公署對原台灣總督府完成台灣省軍事交接。
1947年
2月28日，二二八事件爆發。
4月22日，因為發生二二八事件，行政院會議決議撤銷台灣省行政長官公署，改組為臺灣省政府。
5月16日，臺灣省政府成立，取代台灣省行政長官公署成為臺灣省的最高行政機關。

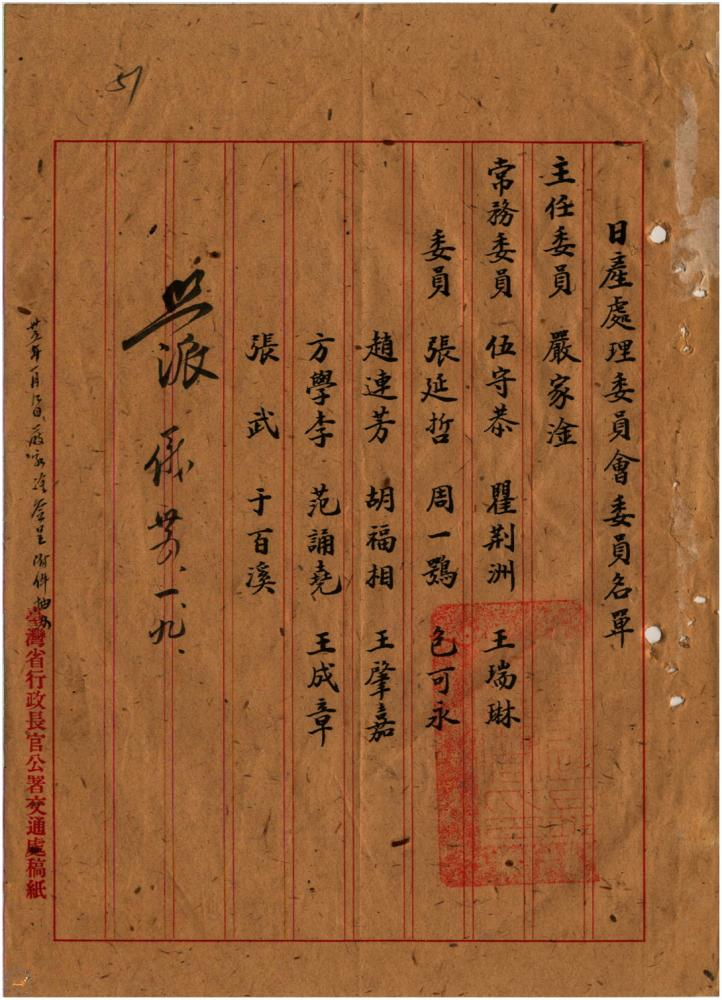
臺灣省行政長官公署日產處理委員會委員名單，以臺灣省行政長官公署交通處稿紙書寫，主任委員為嚴家淦

## 組織
- 行政長官
  - 秘書長（下設機要、人事、統計室）

### 署本部
- 秘書處
- 民政處
- 教育處
- 財政處
- 農林處
- 工礦處
- 交通處
- 警務處
- 會計處
- 法制委員會
- 宣傳委員會
- 設計考核委員會

### 所屬單位
- 訓練團
- 糧食局
- 專賣局
- 貿易局
- 氣象局
- 農業試驗所
- 林業試驗所
- 糖業試驗所
- 水產試驗所
- 工業研究所
- 海洋研究所
- 地質調查所
- 交響樂團
- 博物館
- 圖書館
- 編譯館
- 土地委員會
- 日僑管理委員會
- 日產處理委員會

## 承繼關係
| 台灣總督府 | 總督府部門                           | 台灣省行政長官公署 | 台灣省政府 | 精省後今日組織           |
| 文教局     | 教學課                               | 教育處             | 教育廳     | 教育部國民及學前教育署   |
| 文教局     | 援護課                               | 民政處             | 民政廳     | 內政部民政司中部辦公室   |
| 警務局     | 衛生課                               | 民政處             | 民政廳     | 內政部民政司中部辦公室   |
| 總督官房   | 地方監察課                           | 民政處             | 民政廳     | 內政部民政司中部辦公室   |
| 總督官房   | 情報課                               | 宣傳委員會         | 民政廳     | 內政部民政司中部辦公室   |
| 總督官房   | 秘書官室 人事課 文書課（審議係除外） | 未接收             | 無         | 無                       |
| 總督官房   | 文書課審議係                         | 法制委員會         | 廢止       | 無                       |
| 法務局     |                                      | 法制委員會         | 廢止       | 無                       |
| 財務局     |                                      | 會計處             | 主計處     | 行政院主計總處中部辦公室 |
| 財務局     |                                      | 財政處             | 財政廳     | 併入行政院財政部         |
| 農商局     | 商政課                               | 財政處             | 財政廳     | 併入行政院財政部         |
| 農商局     | 商政課除外                           | 農林處             | 農林廳     | 行政院農業委員會農糧署   |
| 礦工局     |                                      | 工礦處             | 建設廳     | 行政院經濟部中部辦公室   |
| 交通局     |                                      | 交通處             | 交通處     | 交通部交通事業管理小組   |
| 專賣局     |                                      | 專賣局             | 菸酒公賣局 | 臺灣菸酒公司             |
| 警務局     | 衛生課除外                           | 警務處             | 警政廳     | 併入內政部警政署         |

## 首任主要官員
主要選任人員，來自台灣調查委員會成員，及其設立的台灣行政幹部訓練班學員。

### 臺灣省行政長官公署
行政長官：陳儀

秘書長：葛敬恩

秘書處處長：夏濤聲

民政處處長：周一鶚

財政處處長：張延哲（後調秘書處處長，由嚴家淦繼任）

工礦處處長：包可永

教育處處長：趙迺傳（後回任立法院委員，由范壽康繼任）

交通處處長：嚴家淦

統計處處長：李植泉

警務處處長：胡福相

宜傳委員會主任委員：夏濤聲

法制委員會主任委員：方學李

機要室主任：樓文釗

人事室主任：張國鍵

- (1) 機要室、人事室隸秘書長。
- (2) 統計處不接受國民黨中央黨部調查統計局的工作，歸內政部。
內政部把這項特殊任務納人各省政府統計處，但台灣仍然由台灣省黨部辦理。

### 臺灣省警備總司令部
總司令：陳儀

副總司令：陳孔達

參謀長：柯遠芬

副參謀長：范誦堯

第一處處長(人事)：范誦堯

第二處處長(作戰)：林秀巒

第三處處長(軸重、馬匹)：熊濱

第四處處長(交通)：蘇紹文

第五處處長(情報)：?

副官處處長：王民寧

軍法處處長：徐世賢

經理處處長：陳紹鹹

機要室主任：黃俊卿

特務團團長：朱瑞祥

### 引用
1. ↑  東沙環礁國家公園發現二戰期間日本老酒瓶 （页面存档备份，存于）, 海洋國家公園, 2010年03月
2. ↑  韓祥麟. . 《海軍軍官》. August 2004, 23 (3): 85–91  [2015-09-30]. ISSN 1997-6879. （原始内容存档于2014-11-13）.
3. ↑  . 台灣大百科.   [2021-05-21]. （原始内容存档于2021-05-21）.
4. ↑  . 台灣大百科.   [2021-05-21]. （原始内容存档于2021-02-25）.
5. ↑  . 中国文史出版社. 2007: 316–317  [2024-03-18]. ISBN 9787503418679. （原始内容存档于2024-01-03）.

## 外部連結
- 臺灣省行政長官公署致省參議會函 （页面存档备份，存于）, 數位典藏與數位學習國家型科技計畫 Taiwan e-Learning & Digital Archives Program
- 臺灣省行政長官公署農林處通告 （页面存档备份，存于）, 數位典藏與數位學習國家型科技計畫 Taiwan e-Learning & Digital Archives Program
- 台灣新文學史-陳芳明教授主講-【台灣行政長官公署】 （页面存档备份，存于）